# Suhrob Xoʻjayev
Suhrob Xoʻjayev (usbekisch-kyrillisch Суҳроб Хўжаев; tadschikisch Сӯҳроб Хоҷаев / Suhrob Chodschajew, engl. Transkription Suhrob Khodjaev; * 21. Mai 1993 in Farkhor) ist ein usbekischer Hammerwerfer tadschikischer Herkunft, der seit 2010 für Usbekistan startberechtigt ist.

## Sportliche Laufbahn
Erste internationale Erfahrungen sammelte Suhrob Xoʻjayev bei den Jugendweltmeisterschaften 2009 in Brixen, bei denen er mit 73,29 m die Silbermedaille gewann. Seit 2010 startet er für Usbekistan und wurde bei den Asienmeisterschaften 2011 in Kōbe mit 58,50 m Zehnter. 2012 nahm er an den Juniorenweltmeisterschaften in Barcelona teil und gewann mit einer Weite von 76,16 m die Bronzemedaille. Er qualifizierte sich zudem für die Olympischen Spiele in London, bei denen er mit 65,88 m in der Qualifikation ausschied. 2014 nahm er erstmals an den Asienspielen im südkoreanischen Incheon teil und wurde mit einem Wurf auf 71,43 m Fünfter. 2015 belegte er bei den Asienmeisterschaften in Wuhan mit 72,63 m den vierten Platz. Er qualifizierte sich zudem für die Weltmeisterschaften in Peking, bei denen er mit 71,24 m in der ersten Runde ausschied. 2016 nahm er erneut an den Olympischen Spielen in Rio de Janeiro teil und schied dort erneut mit 70,11 m in der Qualifikation aus. 2017 erreichte er bei den Islamic Solidarity Games in Baku mit einer Weite von 70,31 m Rang fünf. 2018 gewann er bei den Asienspielen in Jakarta mit 74,06 m die Bronzemedaille hinter dem Katari Ashraf Amgad el-Seify und Dilschod Nasarow aus Tadschikistan. Im Jahr darauf gewann er mit einer Weite von 72,85 m die Bronzemedaille bei den Asienmeisterschaften hinter Nasarow und el-Seify. Ende Oktober wurde er bei den Militärweltspielen in Wuhan mit 71,53 m Vierter. 2021 nahm er zum dritten Mal an den Olympischen Spielen in Tokio teil, verpasste dort aber mit 71,26 m den Finaleinzug.
2022 siegte er mit 71,87 m bei den Islamic Solidarity Games in Konya und im Jahr darauf gewann er bei den Asienmeisterschaften in Bangkok mit 71,86 m die Silbermedaille hinter dem Chinesen Wang Qi. Ende September sicherte er sich bei den Asienspielen in Hangzhou mit 70,79 m die Bronzemedaille hinter Wang Qi und Ashraf Amgad el-Seify aus Katar. 2025 belegte er bei den Asienmeisterschaften in Gumi mit 69,06 m den sechsten Platz.
In den Jahren 2010, 2011 und 2014 sowie von 2019 bis 2022 und 2024 wurde Xoʻjayev Usbekischer Meister im Hammerwurf.